# (36829) 2000 SQ99
2000 SQ99 (asteroide 36829) é um asteroide da cintura principal. Possui uma excentricidade de 0.07647710 e uma inclinação de 5.34121º.
Este asteroide foi descoberto no dia 23 de setembro de 2000 por LINEAR em Socorro.